# José Guardiola

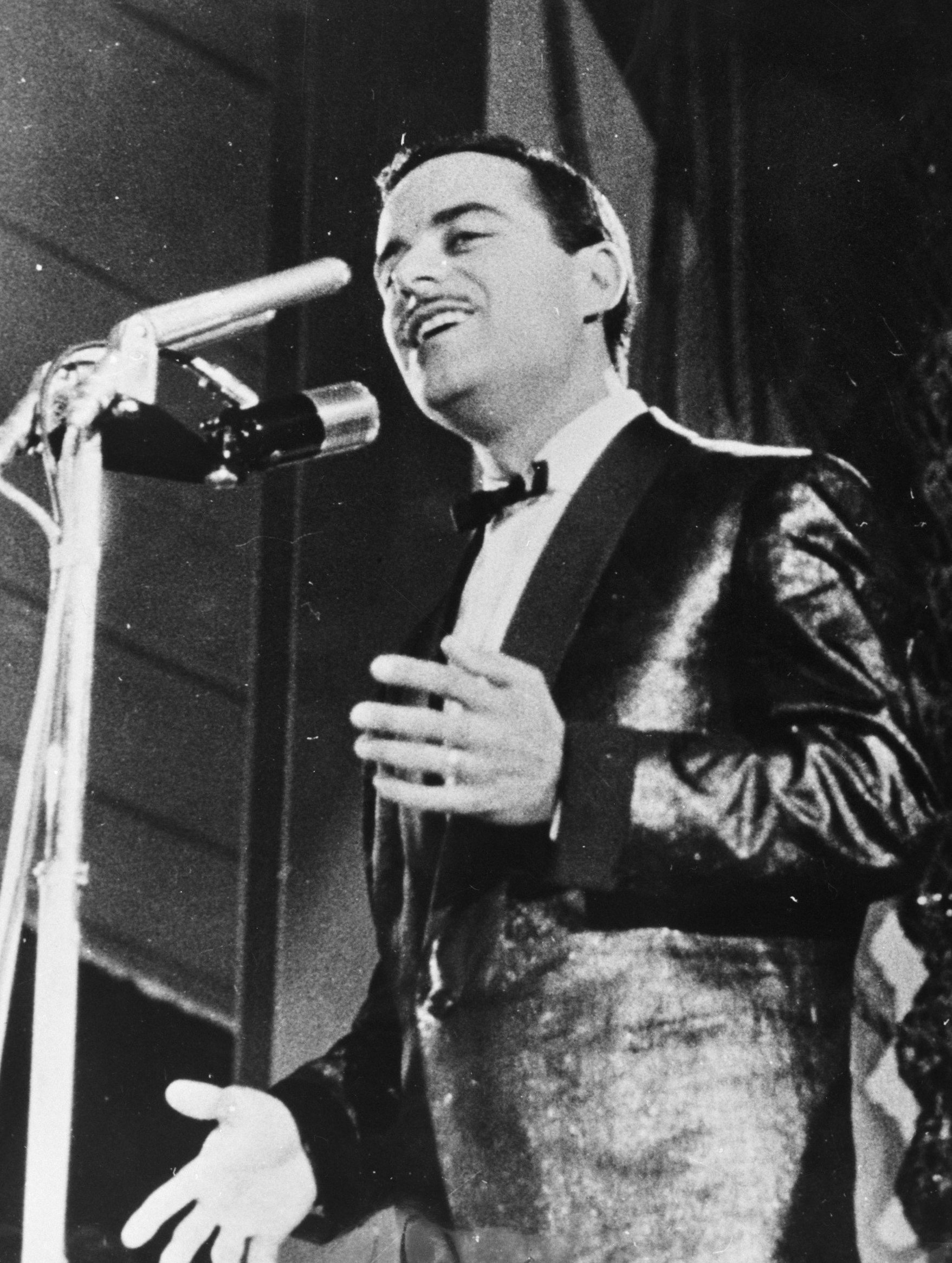
Collectie / Archief : Fotocollectie Anefo Reportage / Serie : [ onbekend ] Beschrijving : Eurovisie Songfestival 1963 in Londen. Jose Guardiola voor Spanje Datum : 20 maart 1963 Locatie : Londen, Spanje Trefwoorden : artiesten, muziek, songfestivals Persoonsnaam : Guardiola Jose Fotograaf : [onbekend] Auteursrechthebbende : Nationaal Archief Materiaalsoort : Negatief (zwart/wit) Nummer archiefinventaris : bekijk toegang 2.24.01.04 Bestanddeelnummer : 914-9528

José Guardiola, (Barcelona, 1930 — 9 de abril de 2012) foi um cantor espanhol de música popular que cantou em castelhano e catalão. Ele fez principalmente versões de canções estrangeiras e atingiu o máximo da sua fama em Espanha e América Latina nos inícios da década de 1960 com versões de canções de canções como  Sixteen Tons, Mack the Knife e Ya Mustafa. Ele ficou conhecido como o Crooner espanhol devido ao seu estilo e aos tipos de canções que ele cantava. Ele representou a Espanha no Festival Eurovisão da Canção 1963 e terminou em 12.º lugar nessa competição. Nesses tempos, ele também cantava algumas canções com a sua filha. Retirou-se da vida musical em 2008. 
| Precedido por Victor Balaguer com "Llámame" | Espanha no Festival Eurovisão da Canção 1963 | Sucedido por Los TNT com "Caracola" |

## Êxitos de José Guardiola

### Em castelhano
- "Dieciséis toneladas" (Sixteen Tons original de Merle Travis)
- "Mackie el Navaja" (Mack the Knife)
- "Pequeña flor"
- "Verde campiña"
- "Di papá" -1962
- "Nubes de colores" (Festival del Mediterráneo, 1962)
- "Los niños del Pireo"
- "Mustapha"
- "Cuando Cuando" (original de Tony Renis 4.º lugar en el Festival de San Remo)
- "La Balada del Vagabundo" (Pierantoni-Mapel)-1963
- "Algo prodigioso" (tema no Festival Eurovisão da Canção 1963).
- "Estrella errante"
- "Venecia sin ti"
- "La montaña"

### Em catalão
- La primera vegada
- El vell carrer de l’aimada
- Besa’m en silenci
- Diumenge és sempre diumenge.(versión catalana de "Domenica è sempre domenica"), original de Renato Rascel"